# Řád Jindřicha Lva
Vévodský brunšvický řád Jindřicha Lva (německy Herzoglich Braunschweigischer Orden Heinrichs des Löwen) byl brunšvický řád. Založil ho 25. dubna 1834 vévoda Vilém Brunšvický jako civilní a vojenský záslužný řád na památku vévody saského a bavorského Jindřicha Lva. Zanikl pádem monarchie roku 1918.

## Vzhled řádu
Odznakem je zlatý modře smaltovaný maltézský kříž, zakončený kuličkami a převýšený korunou. Mezi rameny jsou zlaté korunované iniciály zakladatele W, mezi korunou a řádovým křížem je umístěn zlatý kráčející lev mezi dvěma vavřínovými věnci. Na ploše dolního ramene kříže leží rytířská přilba, z níž vyrůstá bílý sloup. Z korunovaného vrcholu sloupu vyčnívají paví péra, pokrytá zlatou šesticípou hvězdičkou, před sloupem je umístěn bílý kůň v běhu v kulatém červeném poli, orámovaném stříbrnými srpy (jde o klenot zemského znaku Brunšvicka). Na zadní straně je pak heslo IMMOTA FIDES (Pevná víra), obklopený datem založení MDCCCXXXIV. Za válečné zásluhy se mezi rameny kříže vkládaly dva zkřížené meče.
Hvězda velkokříže je stříbrná a osmicípá s modře smaltovaným křížem na středu, v jehož středovém medailonu je zlatá korunovaná iniciála W, obklopená heslem řádu IMMOTA FIDES. Hvězda komandéra je pak pouze stříbrný nesmaltovaný řádový kříž s korunovanými iniciálami mezi rameny a řádovým heslem ve středu, obklopeném datem založení.
Stuha červená s žlutým lemem.

## Dělení

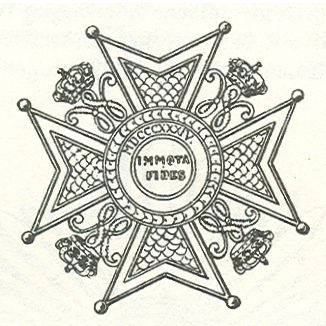
Řádová hvězda komandéra 1. stupně.

Řád se dělil původně do čtyř tříd, 8. března 1877 byla přidána pátá třída (rytíř 2. třídy).
- velkokříž – velkostuha, hvězda, řetěz
- komandér 1. třídy – u krku, hvězda
- komandér 2. třídy – u krku
- rytíř 1. třídy – na prsou
- rytíř 2. třídy – na prsou, stříbrný kříž

Součástí řádu jsou i záslužné kříže, a to:
- zlatý kříž Za zásluhy
- stříbrný kříž Za zásluhy